# Джандосов, Санджар Уразович
Санджар Уразович Джандосов (29 января 1930, Алма-Ата — 12 августа 1992, Алма-Ата) — советский и казахстанский политический деятель, работая в партийных органах, курировал вопросы науки и образования. Сын репрессированного в 1937 г. Ураза Джандосова.
Возглавлял
- Государственный комитет по труду и социальным вопросам(Министерство труда и социальной защиты)
- Госкомитет по профтехобразованию,
- был заместителем председателя Госкомитета по телевидению и радиовещанию.

Первый президент республиканской Федерации дзюдо

## Биография
Родился 29 января 1930 года. Происходит из рода Шапырашты Старшего жуза.
Рос без отца (революционера Ураза Джандосова расстреляли во время сталинских репрессий), русскоязычный, родной язык знал плохо.
Образование: Кокандский нефтяной техникум (1947, семья после репрессий У. Джандосова была вынужденно уехать в Узбекистан); КазГУ, экономический факультет (1963); Академия общественных наук, Москва (1967). Кандидат экономических наук (1967).
1947—1957 — работал инженером и начальником электроцеха на ТЭЦ на нефтепромыслах Косшагыл и Кульсары Гурьевской области.
1957—1963 — инженер отдела электрификации и автоматизации Госплана Казахской ССР
1968—1971 — секретарь Алма-Атинского горкома партии.
С 1971 до 1975 — директор Научно-исследовательского Института экономики и планирования при Госплане Казахской ССР.
1975—1979 — Зав.отделом науки и учебных заведений ЦК КП Казахстана.
1979—1983 — Председатель Госкомитета по профтехобразованию.
1983—1986 — Председатель Чимкентского облисполкома.
1986—1989 — Председатель Госкомтруда.
Был депутатом трех созывов Верховного Совета КазССР.
Автор книг по экономике, среди них «Оптимизация отраслевых и региональных комплексов Казахстана» (1975), Принципы оптимизации регионального планирования (1981), Развитие подрядной формы организации и стимулирования труда в промышленности и строительстве Казахской ССР (1988), Развитие социальной сферы областей Казахстана (1989)
В апреле 1989 — избран Председателем правления вновь созданного КДИПО «Адилет». Санджар — первый председатель правления, руководивший деятельностью «Адилет» момента создания в течение трех лет.
Постоянный лектор общества «Знание».
Весной 1990-го в Казахстане создана Ассоциация крестьянских хозяйств и сельхозкооперативов и Санджар Уразович (тогда Министр труда и социальной защиты) избран руководителем этой Ассоциации. Тогда же он оставил пост министра труда.. Также в 1990 году стал Президентом Конгресса предпринимателей Казахстана.
Погиб в автокатастрофе на улице в Алма-Ата в 1992 году.

## Семья
Имел 5 детей (4 дочерей и сына), внуки Ильяса Джансугурова (по матери Ильфе) и революционера Ураза Джандосова (по отцу Санджару)
1) Дочь — Ажар Джандосова — жена Еркина Калиева, активистка экологического движения Алма-Аты (Кок-Жайляу).
2) Дочь — Динар Алдабергенова-Джандосова, бард-музыкант.
3) Дочь — Жанар Джандосова, кандидат психологических наук, основала Центр исследований «Сандж», Алма-Ата-Астана. Внучка Асия Тулесова — активистка и основатель оппозиционного молодежного движения в Алма-Ате «Оян, Казахстан», Алма-Ата.
4) Дочь — Фатима Джандосова (Испания), активистка оппозиционного движения, один из крупных организаторов системы наблюдения на парламентских выборах 10 января 2021 г., в Коалиции гражданского общества (КГО) Казахстана.
5) Сын — Кенен Джандосов.
Джандосов, Ураз Алиевич (профессор, кандидат исторических наук) приходится Санджару Уразовичу племянником.